# ラウレンティウス・ヒスパヌス
ラウレンティウス・ヒスパヌス（Laurentius Hispanus, 1180年-1248年12月15日）は1218年から1248年にかけてスペインのオレンセにて司教を務めた。また、グラティアヌス教令集の注釈者でもあり、研究活動は1210年から1214年の間にボローニャで行ったのがピークであった。

## 作品

### ‘Glossa palatina’について
Glossa palatinaと呼ばれるgloss apparatus(グラティアヌス教令集についての注釈集)を残した。gloss apparatus とは、グラティアヌス教令集についての注釈を包括的に記述する注釈集成であり、後述するOrdinaturus Magisterもこれに含まれる。Kuttnerによってこの作品とGlossa ordinaria(グラティアヌス教令集の標準注釈)との間に類似性が見出されている。

### ‘Ordinaturus Magister’やHuguccioとの関連性
Ordinaturus Magisterとは、1180年ころから作成されたグラティアヌス教令集についての注釈集であり、Huguccioも作成に関わった、彼の学派由来のものである。Ordinaturus Magisterの147の注釈のうち、約三分の一である44の注釈がLaurentiusのものであり、彼のapparatusに変更されることなく記載されている。グラティアヌス教令集第１部のD.2 prからD.2 c.6にかけての彼の論評の四分の一がOrdinaturus Magisterから引用したものであり、さらに四分の一弱のものがHuguccioのSummaから引用したものである。また、D.12 pr.からD.12 c.6への注釈の五分の一の注釈がOrdinaturus Magisterから引用したものであり、部分的には修正がなされているものの 五分の二の注釈がHugucccioのSummaに由来するものである。グラティアヌス教令集第２部のC.1q.3 cc.4,13-15の約半数の注釈もOrdinaturus Magisterからの引用である。C.27 q.2 c.11 に関してはOrdinaturus Magisterからの引用は約七分の一に留まるが、三分の一以上がHuguccioのSummaからの引用となっている。